# رئيس أساقفة يورك
رئيس أساقفة يورك هو أحد الأساقفة الكبار في كنيسة إنجلترا، ويأتي في المرتبة الثانية بعد رئيس أساقفة كانتربري. رئيس الأساقفة هو الأسقف الأبرشي لأبرشية يورك ‏ ومطران لمقاطعة يورك ‏، والتي تغطي المناطق الشمالية من إنجلترا (شمال ترينت) بالإضافة إلى جزيرة مان.
يقع عرش رئيس الأساقفة (الكاتدرائية) في كاتدرائية يورك في وسط يورك، والمقر الرسمي هو قصر بيشوبثورب ‏ في قرية بيشوبثورب خارج يورك. رئيس الأساقفة الحالي هو ستيفن كوتريل، منذ تأكيد انتخابه ‏ في 9 يوليو 2020. 

## قائمة من كبار الكهنة
القائمة بها العمداء من القرن 11 حتى وقتنا الحالى.
| أساقفة يورك           | أساقفة يورك | أساقفة يورك     | أساقفة يورك                                                                                    |
| من                    | حتى         | الموظف          | ملاحظات                                                                                        |
| --------------------- | ----------- | --------------- | ---------------------------------------------------------------------------------------------- |
| 625                   | 633         | بولينوس         | كان راهباً سابقًا في دير القديس أندرو في روما، تم ترجمته إلى روتشستر ؛ تم تصنيفه.                |
| 633                   | 664         | فارغ            | فارغ                                                                                           |
| 664                   | 669         | تشاد            | استقال من مقعد يورك؛ أصبح لاحقا أسقفًا لميرشيا ولندسي؛ تم تصنيفه.                               |
| 664                   | 678         | (ويلفريد) (I)   | طرد من يورك؛ أصبح لاحقا أسقف سيلسي.                                                            |
| 678                   | 706         | بوسا            | تم تصويبها                                                                                     |
| 706                   | 714         | جون من بيفرلي ‏  | ترجمة من (هيكسام) ‏ استقالة من الرئاسة؛ صلاة في 1037.                                           |
| 714                   | 732         | ويلفريد الثاني ‏ | استقال من منصبه، و قدس                                                                         |
| ق. 732                | 735         | إكغبر           | يورك ارتفع إلى رئيس الأساقفة في عام 735.                                                       |
| أساقفة يورك قبل الفتح |             |                 |                                                                                                |
| من                    | حتى         | الموظف          | ملاحظات                                                                                        |
| 735                   | 766         | إكغبر           | يورك ارتفع إلى رئيس الأساقفة في عام 735.                                                       |
| ق. 767                | ق. 780      | إيثلبر          | المعروف أيضا باسم إيثيلبيرث، أدالبرت، إيلبرث، أيلبرث أو أولدبرت أو إيثيلبرث.                   |
| ق. 780                | 796         | إينبالد (I)     |                                                                                                |
| 796                   | ق. 808      | إينبالد (II)    |                                                                                                |
| ق. 808                | ق. 834      | (وولفسيج) ‏      |                                                                                                |
| 837                   | 854         | (ويغموند) ‏      |                                                                                                |
| 854                   | ق. 896      | ولفير من يورك   | هرب من الدنماركيين في 872، عاد في 873.                                                         |
| 900                   | ق. 916      | إيثيلبالد       | أحيانا يعرف باسم إيثيلبولد أو إيثيلبالد أو إيثلبالد.                                           |
| ق. 916                | 931         | (هروثويارد) ‏    | أحياناً يعرف باسم (لويدوارد)                                                                    |
| 931                   | 956         | وولفستان (I)    |                                                                                                |
| ق. 958                | 971         | أوسيتيل         | المعروف أيضا باسم أوسيتيل ترجمة من (دورشستر)                                                   |
| 971                   | 971         | إدوالد          | المعروف أيضا باسم إدوالدس أو إيثلولد                                                           |
| 971                   | 992         | أوزوالد         | احتفظت كل من أورك (ويرستر) ‏ القديس.                                                            |
| 995                   | 1002        | (إيلدوولف) ‏     | كان يحتفظ بكلا من أراضي يورك (ويرستر) ‏                                                         |
| 1002                  | 1023        | وولفستان (II)   | المعروف أيضاً باسم (الوبوس) كما احتل مقعد (ويرستر) ‏ (1002-1016).                                |
| 1023                  | 1051        | (إلفريك بوتوك) ‏ | كما كان يحتل مقعد (ويرستر) ‏ (1040-1041).                                                       |
| 1051                  | 1060        | (سينيسج) ‏       | المعروف أيضا باسم Kynsige.                                                                     |
| 1061                  | 1069        | (أولدريد)       | المعروف أيضا باسم (أولدريد) احتل مقعد (ويرستر) ‏ 1046-1061، هيرفورد 1056-1060، ويورك 1061-1069. |
| مصدر:                 |             |                 |                                                                                                |

| أساقفة يورك (الاحتلال إلى الإصلاح) | أساقفة يورك (الاحتلال إلى الإصلاح) | أساقفة يورك (الاحتلال إلى الإصلاح) | أساقفة يورك (الاحتلال إلى الإصلاح) |
| من                                 | حتى                                | الموظف                             | ملاحظات |
| ---------------------------------- | ---------------------------------- | ---------------------------------- | --- |
| 1070                               | 1100                               | توماس من بايو                      | المعروف أيضا باسم توماس (أنا) |
| 1100                               | 1108                               | جيرارد                             | ترجمة من هيرفورد |
| 1109                               | 1114                               | توماس (II)                         | |
| 1119                               | 1140                               | ثورستان                            | تم انتخابه في 1114، ولكن لم يتم تكريسها حتى 1119. |
| 1140                               | 1140                               | والثوف من ميلروز ‏                  | تم ترشيحه لأرئيس الأساقفة، ولكن تم إلغاءه من قبل الملك ستيفن وأصبح لاحقا أبوت ميلروز ‏.                                                                               |
| 1140                               | 1140                               | هنري دي سولي                       | أبوت دير فيكامب ‏ تم ترشيحه لأرشيفة، ولكن تم إلغاءه من قبل البابا انوسنتس الثاني.                                                                                     |
| 1143                               | 1147                               | (ويليام) ‏ (فيتز هيربرت)            | تم إرسالها من قبل البابا يوجين الثالث وتم تصنيفها في عام 1226. |
| 1147                               | 1147                               | هيلاري من تشيشستر                  | تم إرسالها من قبل البابا يوجين الثالث الذي انتخب أسقف تشيشستر |
| 1147                               | 1153                               | هنري مورداك ‏                       | كان أبوت آباء فونتينز سابقاً |
| 1153                               | 1154                               | (ويليام) (فيتز هيربرت) (مرة أخرى)  | تم استعادة البابا أنستاسيوس الرابع تم تصنيفه في عام 1226 |
| 1154                               | 1181                               | روجر دي بونت ليفيك ‏                | كان رئيس الديكان في كانتربري |
| 1191                               | 1212                               | جيفري (بلانتاجينيت)                | أسقف منتخب سابق لينكولن؛ انتخب رئيس الأساقفة في عام 1189، ولكن لم يتم تكريسها إلا في عام 1191.                                                                       |
| 1215                               | 1215                               | سيمون لانغتون                      | انتخب رئيس أساقفة يورك في يونيو 1215، ولكن تم إلغاءه في 20 أغسطس 1215 من قبل البابا إنونوسنتس الثالث بناء على طلب من الملك جون وأصبح لاحقا رئيس الديكان في كانتربري. |
| 1216                               | 1255                               | والتر دي غراي ‏                     | ترجمة من (ويرستر) ‏ |
| 1256                               | 1258                               | سيل دي بوفيل ‏                      | كان عمدة (يورك) سابقاً |
| 1258                               | 1265                               | غودفري لودام ‏                      | المعروف أيضا باسم (غودفري كينتون) كان عمدة (يورك) سابقاً |
| 1265                               | 1265                               | ويليام لانغتون ‏                    | ديكان يورك (1262-1279) ؛ انتخب رئيس الأساقفة في مارس 1265، ولكن تم إلغاءه في نوفمبر 1265.                                                                            |
| 1265                               | 1266                               | "بونافينتور"                       | تم اختياره كرئيس الأساقفة في نوفمبر 1265، لكنه لم يكرس أبداً واستقال من التعيين في أكتوبر 1266.                                                                       |
| 1266                               | 1279                               | والتر جيفارد ‏                      | ترجمة من بات و ويلز |
| 1279                               | 1285                               | ويليام دي ويكوان ‏                  | |
| 1286                               | 1296                               | جون لرومين ‏                        | المعروف أيضا باسم جون رومانوس |
| 1298                               | 1299                               | هنري من نيوارك ‏                    | كان عمدة (يورك) سابقاً |
| 1300                               | 1304                               | توماس من كوربريدج ‏                 | |
| 1306                               | 1315                               | ويليام غرينفيلد ‏                   | عميد تشيستر ‏ السابق |
| 1317                               | 1340                               | ويليام ميلتون ‏                     | |
| 1342                               | 1352                               | ويليام زوش ‏                        | المعروف أيضا باسم ويليام دي لا زوش |
| 1353                               | 1373                               | الكاردينال جون من ثورسبي ‏          | ترجمة من (ويرستر) ‏ خلق الكاردينال في 1361. |
| 1374                               | 1388                               | ألكسندر نيفيل ‏                     | ترجم إلى سانت أندروز في عام 1388 |
| 1388                               | 1396                               | توماس أرندل ‏                       | ترجمة من (إيلي) ‏ ثم ترجمة إلى كانتربري. |
| 1397                               | 1398                               | روبرت وولدبي ‏                      | ترجمة من "تشيستر" |
| 1398                               | 1398                               | والتر سكيرلا ‏                      | أسقف درهم ‏ تم انتخابه ولكن تم إلقاءه جانبا من قبل الملك ريتشارد الثاني                                                                                               |
| 1398                               | 1405                               | ريتشارد لسكروب ‏                    | ترجمة من (ليتشفيلد) ‏ |
| 1405                               | 1406                               | توماس لانجلي ‏                      | انتخب رئيس الأساقفة في أغسطس 1405، ولكن تم إلغاءه في مايو 1406. |
| 1406                               | 1407                               | روبرت هالام ‏                       | تم ترشيحه رئيس الأساقفة في مايو 1406 من قبل البابا انوسنتس السابع ولكن تم فرض حق النقض عليه من قبل الملك هنري الرابع.                                                |
| 1407                               | 1423                               | هنري بويت ‏                         | ترجمة من بات و ويلز |
| 1423                               | 1424                               | (فيليب مورغان) ‏                    | انتخب رئيس الأساقفة في عام 1423، ولكن تم إلغاءه في عام 1424. |
| 1424                               | 1425                               | ريتشارد فليمنج ‏                    | تم تقديمه كرئيس أسقف من قبل البابا مارتن الخامس ولكن رفضته الملك هنري الخامس، واستقال فليمنج من تعيين في يوليو 1425.                                                 |
| 1426                               | 1452                               | الكاردينال جون كمب                 | ترجمة من لندن خلق الكاردينال في عام 1439؛ ترجمة إلى كانتربري. |
| 1452                               | 1464                               | ويليام بوث                         | ترجمة من (ليتشفيلد) ‏ |
| 1465                               | 1476                               | جورج نيفيل ‏                        | ترجمة من إيكستر |
| 1476                               | 1480                               | (لورنس بوث) ‏                       | ترجمة من (دورهام) ‏ |
| 1480                               | 1500                               | توماس روثرام ‏                      | ترجمة من لينكولن |
| 1501                               | 1507                               | توماس سيفاج ‏                       | ترجمة من أسقف لندن |
| 1508                               | 1514                               | الكاردينال كريستوفر بينبريج ‏       | ترجمة من (دورهام) ‏ خلق الكاردينال في 1511. |
| 1514                               | 1530                               | الكاردينال توماس وولسي             | ترجمة من لينكولن في 1514؛ خلق كاردينال في 1515؛ عقد مع بات و ويلز 1518-23، (دورهام) ‏ 1523-29 و وينشستر 1529-30.                                                      |
| المصدر:                            |                                    |                                    | |

## رؤساء أساقفة أصبحوا نبلاء
في الفترة من عام 1660 إلى عام 1900، توفي جميع رؤساء أساقفة يورك أثناء توليهم مناصبهم أو تم نقلهم إلى كانتربري وماتوا في ذلك المنصب.
وكان ويليام ماكلاجان أول من استقال طواعية من منصبه في عام 1908، أي قبل عامين من وفاته. كما استقال جميع خلفائه الذين لم ينتقلوا إلى كانتربري من مناصبهم قبل الوفاة، وعُرض عليهم (مثل جميع رؤساء أساقفة كانتربري) لقب النبلاء عند استقالتهم.
| رئيس الأساقفة     | عنوان                                          | ملحوظات                           | ملحوظات                           |
| ----------------- | ---------------------------------------------- | --------------------------------- | --------------------------------- |
| كوزمو جوردون لانج | البارون لانج من لامبث في عام 1942              | كرئيس أساقفة كانتربري             |                                   |
| مايكل رامزي       | بارون رامزي من كانتربري مدى الحياة في عام 1974 | كرئيس أساقفة كانتربري             |                                   |
| دونالد كوجان ‏     | البارون كوجان مدى الحياة في عام 1980           | كرئيس أساقفة كانتربري             |                                   |
| ستيوارت بلانش ‏    | البارون بلانش مدى الحياة في عام 1983           |                                   |                                   |
| جون هابغود ‏       | البارون هابغود مدى الحياة في عام 1995          | تقاعد من مجلس النواب في عام 2011. | تقاعد من مجلس النواب في عام 2011. |
| ديفيد هوب ‏        | البارون هوب أوف ثورنز مدى الحياة في عام 2005   | تقاعد من مجلس النواب في عام 2015. | تقاعد من مجلس النواب في عام 2015. |
| جون سينتامو       | بارون سينتامو مدى الحياة في عام 2021           |                                   |                                   |